# أرني إف. بيتس
أرني إف. بيتس هو محرر وسياسي أمريكي، ولد في 7 يناير 1909، وتوفي في 17 سبتمبر 1993. نشط حزبياً في الحزب الجمهوري. وقد انتخب عضو جمعية ولاية ويسكونسن ‏.